# Rugae
Rugae är ett anatomiskt begrepp för den samling upphöjningar som uppstår när ett organ veckar sig.  
Begreppet används bland annat hos magsäcken, där mucosan kommer ligga veckad när magsäcken är tom på innehåll. Detta ger upphov till för ögat synliga veck . Funktionen är för att magsäcken ska kunna expandera utan att trycket blir förhöjt. 